# Uraka, kraljica Kastilije in Leona
Uraka je ena prvih španskih kraljic (špansko Urraca I reina de Castilla y León). Leonu je vladala v letih 1109 – 1126. Veliko ljudi jo ima za prvo špansko kraljico, vendar je bila prva, ki je imela značilnosti kraljice, Sanča, babica Urake. Res pa je, da je prva, ki je aktivno opravljala službo kraljice. Nekateri jo opisujejo kot nenavadno osebnost, predvsem zaradi tega, ker je kot ženska zavladala Kastiliji in Leónu. Uraka je morala v času svojega življenja veliko pretrpeti. V času svojega življenja je bila zlorabljena, tako fizično kot psihično in to ne samo s strani svojega moža, temveč tudi s strani svojih  podložnikov. Kljub temu je pokazala svojo moč in neukrotljivo naravo, zato je v zgodovini prikazana negativno. 

## Življenje

### Prvo obdobje – zakon z Raimundom iz Borgonije
Uraka se je rodila okoli leta 1080. Rodila se je kot prvorojenka Alfonza VI. in njegove druge žene Konstance iz Borgonije. Ko je bila stara 10 let, je njen oče Alfonz VI., že izbral njenega moža in se dogovoril za zakon. Izbral je francoskega plemiča Raimunda iz Borgonije. Oče jo je z njim želel poročiti, ker bi si tako zagotovil podporo v boju proti almoravidom. Oba sta imela pod svojim nadzorom teritorij Galicije, ravno tako sta imela podporo škofa Diega Ramireza. V tem zakonu se je rodil Alfonz Raimúndez, bodoči Alfonz VII. ter Sanča Raimúndez
Leta 1107 je Raimundo umrl in Alfonz VI. je Galicijo dodelil njunemu sinu, zato da bi v primeru Urakinega drugega zakona, ostala v rokah Alfonza Raimundeza. V naslednjem letu je umrl Urakin brat Sančo in Urraka je ostala edina dedinja Alfonza VI. Alfonz VI. je v Toledu zbral plemiče in jim povedal, da bo ob njegovi smrti, njegova hči Uraka, njegova naslednica. Kmalu zatem je Alfonz VI. umrl in Uraka je leta 1109 postala kraljica Kastilije in Leona.

### Drugo obdobje – zakon z Alfonzom I. Bojevnikom
Uraka se je dva meseca po svojem kronanju poročila s kraljem Aragonije – Alfonzom I. Bojevnikom (Alfonso I el Batallador). Ta poroka je postavila temelje za združitev Kastilije in Leona z Aragonijo ter postavila določilo, da v primeru moškega potomca v zakonu med Urako in Alfonzom I., Alfonz Raimúndez ne bo postal kralj. 
V Galiciji so začeli v podporo Alfonzu Raimundezu protestirati lokalni mogotci zbrani okoli Pedra Froilaza, ki je bil grof Trabe. Želeli so, da bi krono Galicije prevzel Alfonz Raimúndez. Temu početju so nasprotovali nižji plemiči s škofom Diegom Gelmírezom na čelu. Ti dogodki so povzročili konflikte med Urako in Alfonzom, ker je Uraka podprla skupino Pedra Froilaza in s tem svojega sina imenovala za svojega naslednika. Ta podpora je bila šibka, poleg tega pa sta se zakonca kmalu zopet razumela.  Kljub vsemu je bil njun zakon znan kot pravi polom. 
Njun zakon je bil razrešen s strani papeža, ker sta bila oba zakonca pravnuka Sanča III.Pamplonskega (Sancho III de Pamplona), vendar monarha nista spoštovala papeževe odločitve. 
Nesoglasja med zakoncema so se začela vedno bolj stopnjevati, kar je povzročilo celo vojaške spopade med njima. Vojska Alfonza I. Bojevnika je porazila kraljico v bitki pri Kandespini leta 1110. To je povzročilo tako hud spor, da se je Uraka zatekla v Sahadunski samostan in čakala na papeževe odločitve. Medtem je bila Uraka v ljubezenskem odnosu z grofom Pedrom Gonzalesom, s katerim je imela tudi otroka. Ravno tako je Uraka začela sodelovati z Enriquejem Portugalskim in s tem je bil Alfonz I. Bojevnik postavljen v kot. 
Preden so se začele portugalske ambicije uresničevati, se je Uraka zopet pobotala z možem. To dejanje kraljice je po eni strani spodbudilo mir v Kastiliji po drugi strani pa si je Uraka nakopala sovražnike – Enriqueja Portugalskega ter galicijsko plemstvo pod vodstvom Foilaza. Ti so se z vojsko približali monarhoma v Karionu.

### Tretje obdobje – spor z Galicijo
Zopet se je pojavil spor med monarhoma. Škof Gelmírez je v zameno za kronanje Alfonza Raimundeza za kralja, napovedal pobotanje obeh galicijskih vodilnih skupin. Naslednji dan sta se Gelmirez y Pedro Froilaz odpravila proti Leónu, da bi v imenu Urakinega sina prevzela prestolnico. Na poti ju je prestregel Alfonz I. Bojevnik in ju porazil. Posledica te bitke je bila da so grofa Trabe zaprli, škof in Alfonz VII. Pa sta uspela pobegniti. 
Eno leto kasneje sta Diego Gelmírez in Pedro Froilaz s podporo Urake in Enriqueja Portugalskega, pripravljala novo vojsko s katero so porazili Alfonza I. Bojevnika. Po tem porazu sta se Uraka in njen mož zopet pobotala in Gelmírez ter Froilaz sta Alfonzu Raimundezu obljubila podporo. Ponoven spor med zakoncema pa je v Kastiliji in Leonu povzročil nastanek anarhije.
Spori so se nadaljevali in pripeljali do dokončne ločitve monarhov leta 1114. Posledica te ločitve je bila razdelitev teritorijev. Kraljica Uraka je poskušala priti v stik z Gelmírezom in z njim poskušala skleniti pakt. Njeno dejanje je pri galicijskem plemstvu povzročilo nezadovoljstvo. Po večkratnih poskusih pogajanja je morala sprejeti vse pogoje, ki so ji jih postavili. V zadnjih letih njenega kraljevanja je njena oblast začela pešati, kajti takrat je Portugalska pridobila ogromno avtonomijo, ravno tako je bila v sporu z Navaro, Aragonijo ter s Francijo, z juga pa so pritiskali še muslimani. Poleg tega je v Kastiliji ostala skupina, ki je bila naklonjena Alfonzu I. Aragonskemu in je Uraki nasprotovala. 
Leta 1118 je bil Alfonz Raimúndez v Toledu že sprejet kot kralj, k temu je še pripomoglo imenovanje papeža Kalista II., ki je bil Alfonzov stric. Ob koncu svojega vladanja je Uraka sklenila pakt s kompostelskim prelatom.
Umrla je 8. 3. leta 1126 v Saldanji, nasledil pa jo je njen sin Alfonz VII.

## Vzroki za smrt
Uraka je umrla 8. 3. 1126 v Saldanji. Nosila je tretjega otroka Pedra Gonzáleza de Lare in umrla med porodom. Umrla je pri 45 letih. Želela si je, da bi jo pokopali v kraljevi grobnici svetega Izidorja v Leónu.

## Urakine ambicije
Uraka si je skozi celo življenje prizadevala, da bi bila spoštovana s strani podložnikov. Kadar je ljudje niso ubogali je svojo oblast utrjevala s stavkom: EL REY SOY YO, ki pomeni kralj sem jaz. Ženske so bile v srednjem veku zelo podrejene moškim, zato si je želela pridobiti spoštovanje in doseči, da bi jo jemali tako kot vse njene moške prednike. Bila je pogumna, močna ženska, ki je že v visokem srednjem veku vladala ogromnemu teritoriju. Vedno se je poročila politično ter tako za svoje kraljestvo vedno želela poiskati najbolj optimalno rešitev.